# Notosacantha darjeelingensis
Notosacantha darjeelingensis es una especie de insecto coleóptero de la familia Chrysomelidae.
Fue descrita científicamente en 1991 por Borowiec & Takizawa.